# Bezirk Jasło

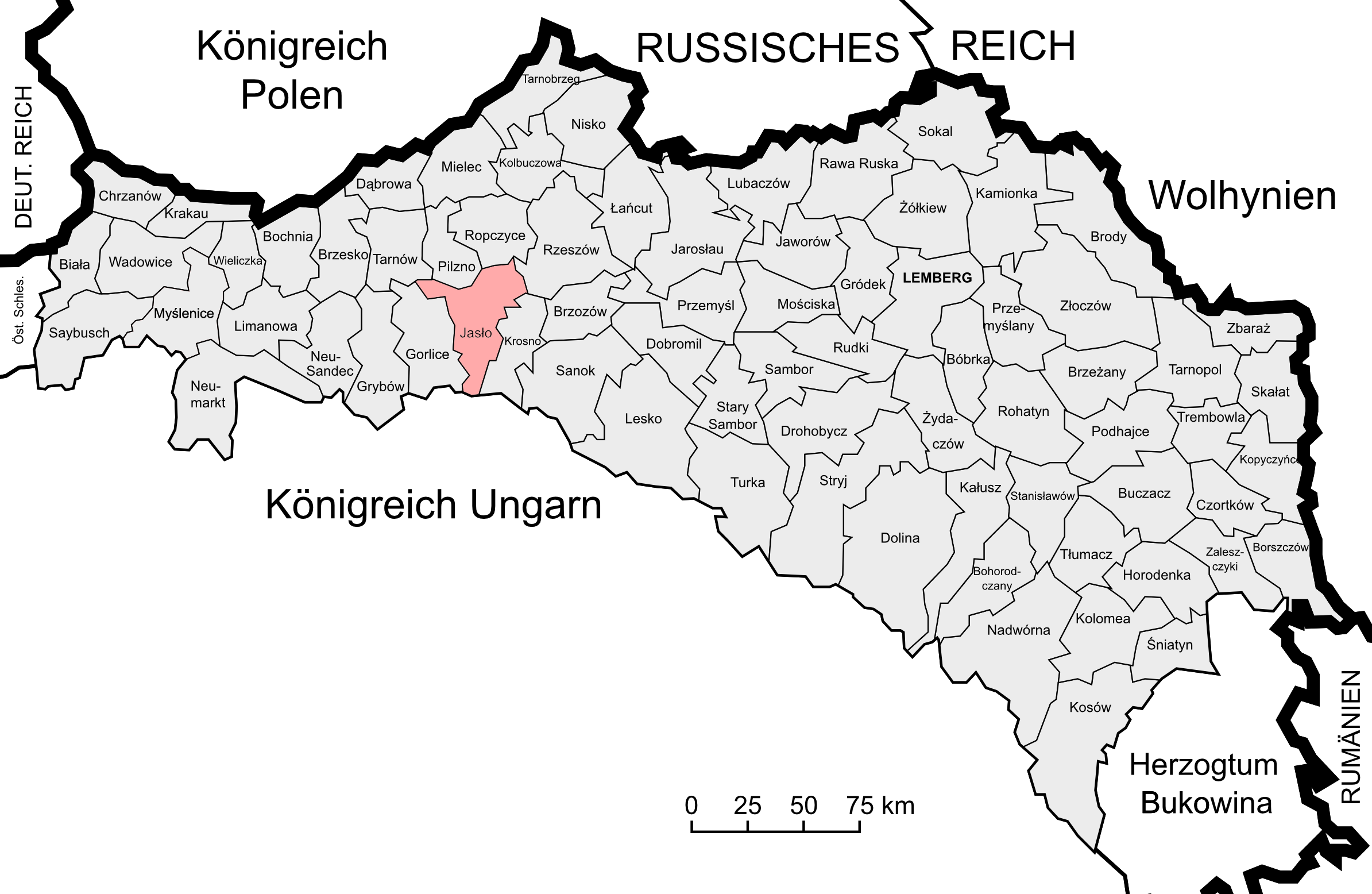
Lage des Bezirks Jasło im Kronland Galizien und Lodomerien

Der Bezirk Jasło war ein politischer Bezirk im Kronland Galizien und Lodomerien. Sein Gebiet umfasste Teile Westgaliziens im heutigen Polen (Powiat Jasło), Sitz der Bezirkshauptmannschaft war die Stadt Jasło. Nach dem Ersten Weltkrieg musste Österreich den gesamten Bezirk an Polen abtreten, hier sind große Teile heute im Powiat Jasielski zu finden.
Er grenzte im Norden an den Bezirk Pilzno, im Osten an den Bezirk Strzyżów, im Südosten an den Bezirk Krosno, im Süden an das Königreich Ungarn, im Westen an den Bezirk Gorlice sowie im Nordwesten an den Bezirk Tarnów.

## Geschichte
Ein Vorläufer des späteren Bezirks (Verwaltungs- und Justizbehörde zugleich) wurde zum Ende des Jahres 1850 geschaffen, die Bezirkshauptmannschaft Jasło war dem Regierungsgebiet Krakau unterstellt und umfasste folgende Gerichtsbezirke:
- Gerichtsbezirk Jasło
- Gerichtsbezirk Żmigród
- Gerichtsbezirk Krępna

Nach der Kundmachung im Jahre 1854 kam es am 29. September 1855 zur Einrichtung des Bezirksamtes Jasło (weiterhin für Verwaltung und Gerichtsbarkeit zuständig) innerhalb des Kreises Jasło.
Nachdem die Kreisämter Ende Oktober 1865 abgeschafft wurden und deren Kompetenzen auf die Bezirksämter übergingen, schuf man nach dem Österreichisch-Ungarischen Ausgleich 1867 auch die Einteilung des Landes in zwei Verwaltungsgebiete ab. Zudem kam es im Zuge der Trennung der politischen von der judikativen Verwaltung zur Schaffung von getrennten Verwaltungs- und Justizbehörden. Während die gerichtliche Einteilung weitgehend unberührt blieb, fasste man Gemeinden mehrerer Gerichtsbezirke zu Verwaltungsbezirken zusammen. 
Der neue politische Bezirk Jasło wurde aus folgenden Bezirken gebildet:
- Bezirk Jasło (mit 61 Gemeinden)
- Bezirk Frysztak (mit 22 Gemeinden)
- Teilen des Bezirks Brzostek (Gemeinden Brzyska, Błaszkowa, Czermna, Kłodowa, Kołaczyce Miasto, Lipnica Dolna, Nawsie Kołaczyckie, Ołpiny Miasto, Szerzyny, Sworzowa, Sowina, Ujazd, Żurowa)
- Teilen des Bezirks Biecz (Gemeinden Głęboka, Harklowa, Olszyny, Jodłówka mit Nasalowa und Kozłówki)
- Teilen des Bezirks Żmigród (mit 20 Gemeinden)

Am 15. September 1896 wurde der Gerichtsbezirk Frysztak aus dem Bezirk ausgegliedert und dem neu geschaffenen politischen Bezirk Strzyżów angeschlossen.
Der Bezirk Jasło bestand bei der Volkszählung 1910 aus 128 Gemeinden sowie 102 Gutsgebieten und umfasste eine Fläche von 811 km². Hatte die Bevölkerung 1900 noch 83.794 Menschen umfasst, so lebten hier 1910 87.878 Menschen. Auf dem Gebiet lebten dabei mehrheitlich Menschen mit polnischer Umgangssprache (91 %) und römisch-katholischem Glauben, Juden machten rund 7 % der Bevölkerung aus (die Mehrheit in Żmigród Nowy, ein großer Anteil in Jasło und Ołpiny).

## Ortschaften
Auf dem Gebiet des Bezirks bestand 1900 Bezirksgerichte in Jasło und Żmigród, diesen waren folgende Orte zugeordnet:
Gerichtsbezirk Jasło:
- Bączal Dolny
- Bączal Górny
- Bierówka
- Bieździatka
- Bieździedza
- Bryły
- Brzezówka
- Brzyście
- Brzyska
- Brzyszczki
- Chrząstówka
- Czeluśnica
- Czermna
- Dąbrówka
- Markt Dembowiec
- Gąsówka
- Gliniczek
- Glinik Niemiecki
- Glinik Polski
- Gorajowice
- Hankówka
- Harklowa
- Jabłonica
- Jareniówka bestehend aus den Ortsteilen Jareniówka und Łęgorz
- Stadt Jasło
- Kaczorowy
- Kłodawa
- Markt Kołaczyce
- Kowalowy
- Krajowice
- Kunowa
- Łajsce
- Łaski
- Łazy Dembowieckie
- Lipnica Dolna
- Lipnica Górna
- Lisów
- Lublica
- Łubno Opace
- Łubno Szlacheckie
- Majscowa
- Nawsie Kołaczyckie
- Niegłowice bestehend aus den Ortsteilen Bajdy und Niegłowice
- Niepla
- Ołpiny
- Opacie
- Osobnica
- Potakówka
- Przysieki
- Pusta Wola
- Rostoki
- Sądkowa
- Siedliska ad Sławęcin
- Sieklówka Dolna
- Sieklówka Górna
- Siepietnica
- Skołyszyn bestehend aus den Ortsteilen Lisówek und Skołoszyn
- Sławęcin
- Sobniów
- Sowina
- Święcany
- Swoszowa
- Szebnie
- Szerzyny
- Tarnowiec bestehend aus den Ortsteilen Dobrucowa und Tarnowiec
- Trzcinica
- Ujazd
- Umieszcz
- Warzyce
- Wola Dembowiecka
- Wolica
- Wróblowa
- Wrocanka
- Żałęże bestehend aus den Ortsteilen Markuszka und Żałęże
- Zarzecze
- Zimna Woda
- Żołków
- Żurowa

Gerichtsbezirk Żmigród:
- Brzezowa
- Cieklin
- Czekaj
- Desznica
- Dobrynia
- Duląbka
- Dzielec
- Folusz
- Gorzyce
- Grab
- Grabanina
- Hałbów
- Jaworze
- Kłopotnica
- Konty
- Kotań
- Krempna
- Łężyny
- Łubienko
- Łysa Góra
- Makowiska
- Mrukowa
- Mytarka
- Mytarz
- Nienaszów
- Stadt Osiek
- Pagórek bestehend aus den Ortsteilen Pagórek und Radość
- Pielgrzymka bestehend aus den Ortsteilen Huta Samoklęska und Pielgrzymka
- Rostajne
- Samoklęski
- Siedliska ad Źmigród
- Skalnik
- Świątkowa Mała
- Świątkowa Wielka
- Świerchowa
- Świerzowa Ruska
- Toki
- Wola Cieklińska
- Wyszowadka
- Zawadka ad Osiek
- Markt Żmigród Nowy
- Żmigród Stary
- Żydowskie